# Округ Вернон (Мисури)
Округ Вернон (енгл. Vernon County) је округ у америчкој савезној држави Мисури.

## Демографија
По попису из 2010. године број становника је 21.159, што је 705 (3,4%) становника више него 2000. године.
| Група             | 2000.          | 2010.          |
| Белци             | 19.742 (96,5%) | 20.197 (95,5%) |
| Афроамериканци    | 125 (0,6%)     | 102 (0,5%)     |
| Азијати           | 63 (0,3%)      | 104 (0,5%)     |
| Хиспаноамериканци | 172 (0,8%)     | 336 (1,6%)     |
| Укупно            | 20.454         | 21.159         |